# Mandipropamid
Mandipropamid is een fungicide dat in 2005 werd geïntroduceerd door Syngenta, met als merknamen Revus en Pergado. Het behoort tot de klasse van carbonzuuramiden. Het kan gebruikt worden op vele groenten- en fruitteelten, waaronder aardappelen, tomaten, slasoorten en druiven. De stof is werkzaam tegen schimmels als aardappelziekte (Phytophtora) en valse meeldauw. Ze verhindert de kieming van de sporen en werkt ook preventief. Revus is vooral bedoeld voor gebruik tegen de aardappelziekte; Pergado voor de druiventeelt.

## Regelgeving
In Europa diende Syngenta in december 2005 een aanvraag in om mandipropamid op te nemen in de lijst van toegelaten werkzame stoffen (bijlage I bij de Richtlijn 91/414). In afwachting van het resultaat van het onderzoek mochten lidstaten van de Europese Unie de stof voorlopig erkennen tot niet later dan 29 juli 2011. Onder meer in België is Revus erkend voor gebruik op slasoorten, rucola en aardappelen.
Mandipropamid werd in januari 2008 in de Verenigde Staten geregistreerd door de Environmental Protection Agency.

## Toxicologie en veiligheid
Mandipropamid is weinig tot zeer weinig toxisch langs orale en dermale weg en via inhalatie. De stof bleek bij dierproeven ook niet kankerverwekkend. Ze is matig tot weinig toxisch voor vogels, bijen en waterdieren.